# Троянські астероїди Урана
Троянські астероїди Урана — це група астероїдів, що рухається навколо Сонця вздовж орбіти Урана в 60° попереду або позаду нього в точках Лагранжа L4 та L5 системи Уран — Сонце.
Спочатку вважалося, що в Урана й Сатурна не може бути троянців, оскільки Юпітер давно мав притягнути до себе всі небесні тіла, які перебували в цих областях.
У 2013 році поблизу точки L4 було знайдено першого троянського астероїда — (687170) 2011 QF99. Це невеликий об'єкт діаметром 60 км (при альбедо рівному 0,05).
У січні 2017 року оголошено про другого троянця поблизу точки L4 (636872) 2014 YX49.
У точці L5 троянських астероїдів Урана поки[коли?] не виявлено[джерело?].